# Gestel, Morbihan
Gestel (tiếng Breton: Yestael) là một xã ở tỉnh Morbihan trong vùng Bretagne tây bắc Pháp. Xã này có diện tích 6,25 km², dân số năm 1999 là 2227 người. Khu vực này có độ cao từ 13-66 mét trên mực nước biển.
Cư dân của Gestel danh xưng trong tiếng Pháp là Gestélois.